# フトアマガエル
フトアマガエル（太雨蛙、Pachymedusa dacnicolor）は、両生綱無尾目アマガエル科フトアマガエル属に分類されるカエル。本種のみでフトアマガエル属を形成する。別名メキシコフトアマガエル。

## 分布
メキシコ固有種

## 形態
体長8-10cm。オスよりもメスの方が大型になる。和名の通り体形は太く、四肢も頑丈。体色は全身が薄い緑色だが環境により体色は変化する。背面には白い斑点が入ることもある。虹彩は黒く白い斑点が入る。
オスの吻端は尖り、メスの吻端は丸みを帯びる。

## 生態
乾燥した森林に生息する。
食性は動物食で昆虫類、節足動物等を食べる。
繁殖形態は卵生で、水場の上に垂れ下がる葉や水辺の地面に卵を産みつける。

## 人間との関係
樹上性のカエルの中ではペットとしての人気も高く、日本にも輸入されている。以前は野生個体、繁殖個体共に流通していたが、最近は流通がほぼなくなっている。